# أفضل هداف دولي في العالم 2001
قائمة هدّاف العالم لعام 2001 بحسب ما أعلن الاتحاد الدولي لتاريخ وإحصائيات كرة القدم. وجاءت القائمة لابراز الهدافين خلال العام، كما هو موضح في الجدول التالي .
| التصنيف | لاعب              | البلد     | الإجمالي | اهدافه في المنتخب | اهدافه في الاندية | النادي            |
| ------- | ----------------- | --------- | -------- | ----------------- | ----------------- | ----------------- |
| 1       | هاني الضابط       | عمان      | 22       | 22                | 0                 | ظفار العماني      |
| 2       | كياتيسوك سناموانج | تايلند    | 16       | 16                | 0                 | راج براتشا        |
| 3       | أرتشي تومبسون     | أستراليا  | 16       | 16                | 0                 | ماركوني ستاليونز  |
| 4       | راؤول             | إسبانيا   | 16       | 6                 | 10                | ريال مدريد        |
| 5       | لويس فيغو         | البرتغال  | 15       | 9                 | 6                 | ريال مدريد        |
| 6       | مايكل أوين        | إنجلترا   | 15       | 6                 | 9                 | ليفربول           |
| 7       | عبيد الدوسري      | السعودية  | 14       | 14                | 0                 | الأهلي            |
| 8       | ديفيد ألن         | أستراليا  | 14       | 14                | 0                 | ألمانيا           |
| 9       | رولاندو فونسيكا   | كوستاريكا | 14       | 12                | 2                 | ديبورتيفو سابريسا |
| 10      | طلال المشعل       | السعودية  | 13       | 13                | 0                 | الأهلي            |
| 11      | ياسر سالم         | الإمارات  | 13       | 13                | 0                 | الوحدة            |

## مواضيع ذات صلة
- أفضل هدّاف العالم
- كرة قدم
- رياضة